# 南阿爾卑斯國立公園
南阿爾卑斯國立公園（日语：／ Minami-Alps kokuritsu-kōen */?），是位於日本山梨縣、長野縣、靜岡縣的國立公園。

## 概要
南阿爾卑斯國立公園成立於1964年6月1日，園內有日本第二高峰北岳等多座3000公尺級山岳。面積35,752平方公里。
公園內唯一的設施是2003年3月21日開館的南阿爾卑斯蘆安山岳館。館內展示南阿爾卑斯登山歷史等資料。

## 年表
- 1964年6月1日 - 被指定為南阿爾卑斯國立公園。

## 指定區域
主要山岳之山域指定為特別保護地區（Special Protection Zones），其周邊山域指定為特別地域（Special Zones），池口岳至光岳一帶山域則指定為原生自然環境保全區域（Wilderness Area）。國立公園內實施My car規制，一般車輛無法進入。國立公園內禁止在露營指定地外露營。露營指定地主要在山小屋周邊。

### 相關市町村
- 山梨縣 - 18,286ha（51.15％）[1]
  - 韮崎市、南阿爾卑斯市、北杜市、早川町
- 長野縣 - 14,079ha（39.38％）[1]
  - 伊那市、飯田市、富士見町、大鹿村
- 靜岡縣 - 3,386ha（9.47％）[1]
  - 靜岡市葵區、川根本町

### 主要山岳
以下主要山岳已指定為特別保護地區。
- 鋸岳（日语：鋸岳）
- 甲斐駒岳
- 淺夜峰（日语：アサヨ峰）
- 鳳凰山（日语：鳳凰山）
- 仙丈岳
- 北岳
- 間之岳（日语：間ノ岳）
- 農鳥岳（日语：農鳥岳）

- 廣河內岳（日语：広河内岳）
- 鹽見岳
- 荒川岳（日语：荒川岳）
- 赤石岳
- 兔岳（日语：兎岳 (長野県)）
- 聖岳
- 上河內岳（日语：上河内岳）
- 光岳

### 主要山口

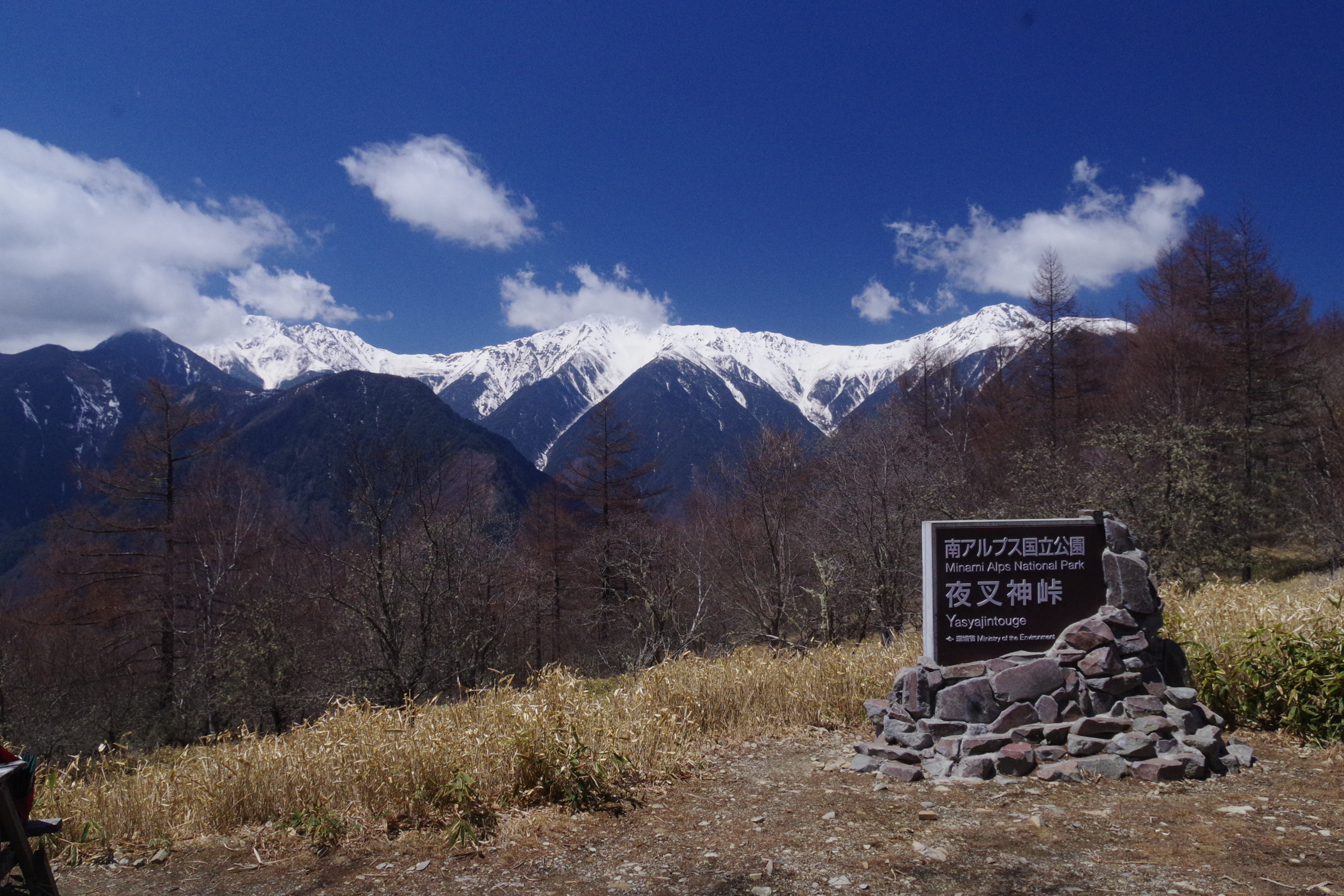
夜叉神峠眺望白峰三山

- 夜叉神峠（日语：夜叉神峠）
- 北澤峠（日语：北沢峠）

### 主要河川
- 天龍川
- 大井川
- 釜無川
- 野呂川（富士川水系早川（日语：早川 (山梨県)）上游）

## 集團設施地區、遊客中心
| 地區名       | 面積 | 所在地               | 使用人數（人） |
| ------------ | ---- | -------------------- | -------------- |
| 野呂川廣河原 |      | 山梨縣南阿爾卑斯市   | 1,736,000      |
| 小澀川廣河原 |      | 長野縣下伊那郡大鹿村 | 22,000         |

| 中心名               | 設置者 | 所在地                                   | 使用人數（人） |
| -------------------- | ------ | ---------------------------------------- | -------------- |
| 野呂川廣河原資訊中心 | 環境省 | 山梨縣南阿爾卑斯市蘆安蘆倉字野呂川入1685 | 20,510         |